# Lac Seneca
 (février 2011).
Si vous disposez d'ouvrages ou d'articles de référence ou si vous connaissez des sites web de qualité traitant du thème abordé ici, merci de compléter l'article en donnant les références utiles à sa vérifiabilité et en les liant à la section « Notes et références ».
Le lac Seneca est un lac de l'État de New York, aux États-Unis, appartenant au groupe d'origine glaciaire des Finger Lakes. Long de 61 km, il a une superficie de 173 km2, ce qui en fait le plus vaste des Finger Lakes. Il est aussi le plus profond avec une profondeur maximale de 188 m et son volume total atteint 16 km3.
Le lac tire son nom de la nation autochtone des Sénécas.